# Planetario Adler
El planetario Adler (Adler Planetarium and Astronomy Museum) es un museo científico estadounidense situado en el 1300 S. Lake Shore Drive, en la ciudad de Chicago (Estados Unidos). Abierto al público en 1930, se trata del primer planetario del continente americano.

## Historia
El planetario Adler fue fundado por el filántropo Max Adler, con la ayuda de Philip Fox, que fue también el primer director del establecimiento. Se encuentra cerca del Shedd Aquarium y del Museo Field de Historia Natural en el Museum Campus, ubicado junto a la orilla del Lago Míchigan. Fue clasificado Hito Histórico Nacional en 1987. Actualmente el edificio ofrece a los visitantes 3200 m² de exposiciones: sus colecciones comprenden especialmente instrumentos astronómicos de otras épocas y libros antiguos.

## Fotografías

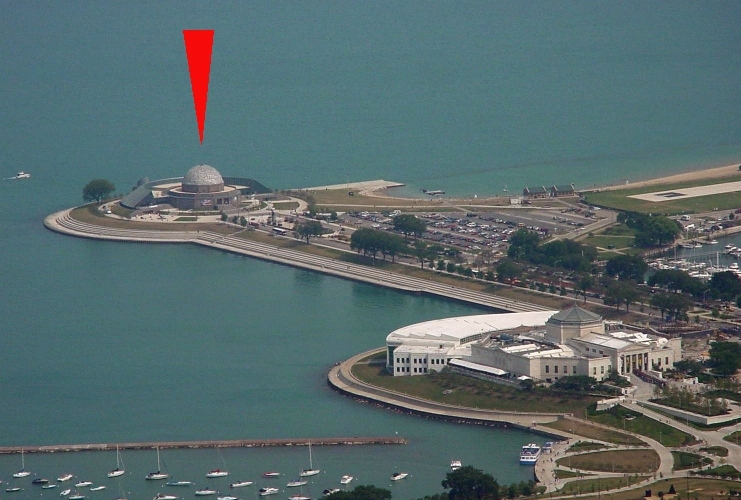
El planetario, sobre la orilla del lago Michigan.
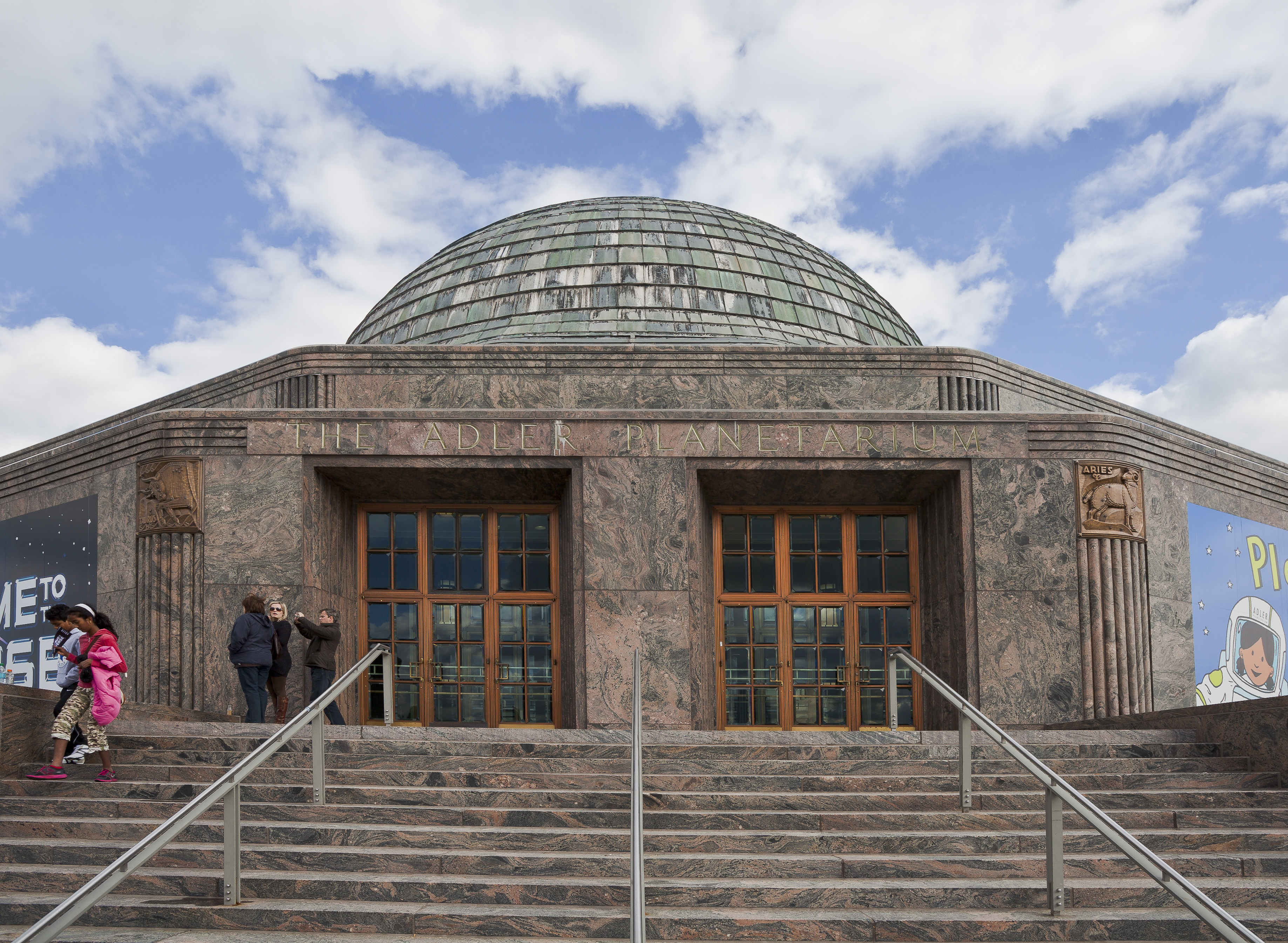
Entrada.
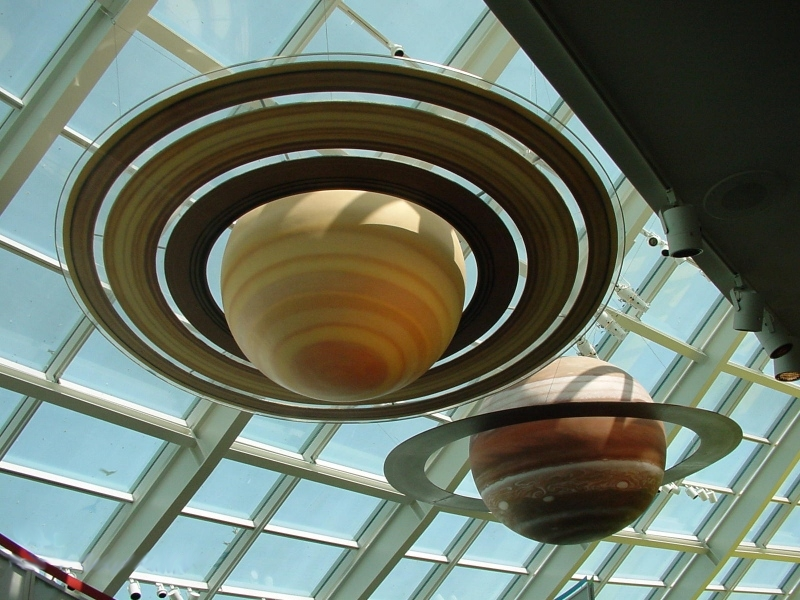
Maquetas de Saturno y Júpiter.
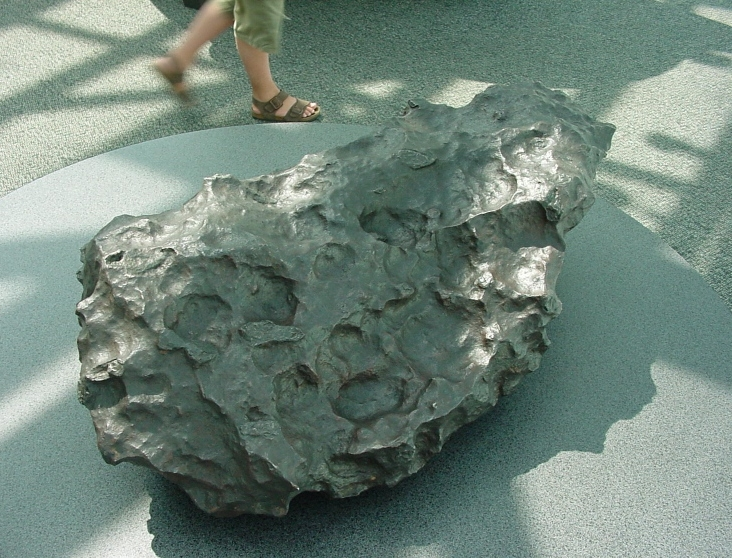
Meteorito
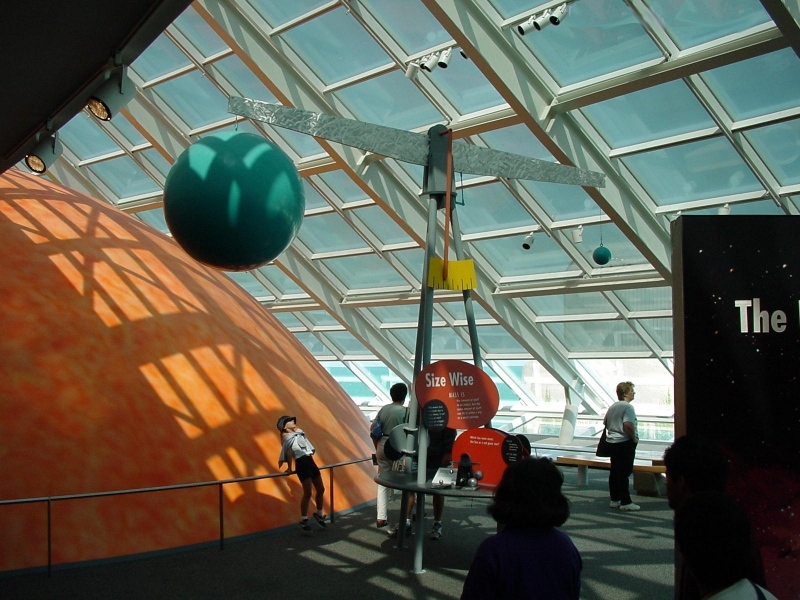
El Sol en la galería.
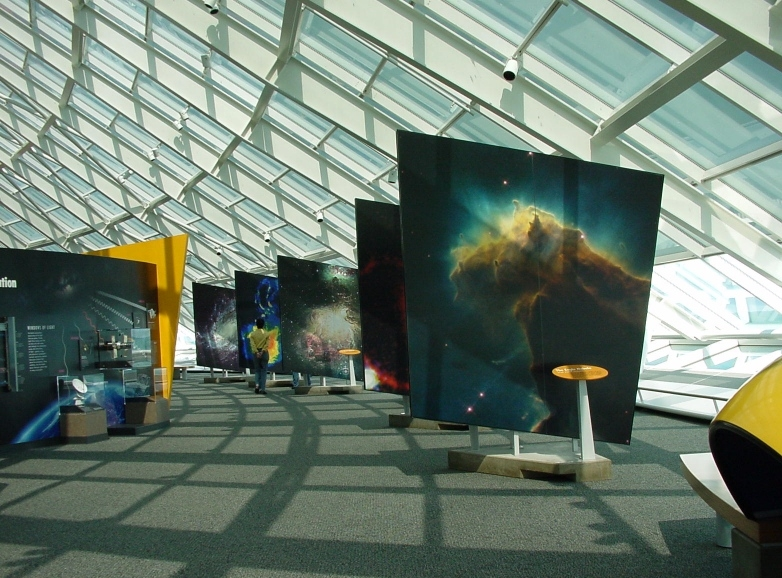
Exposición bajo la cúpula.
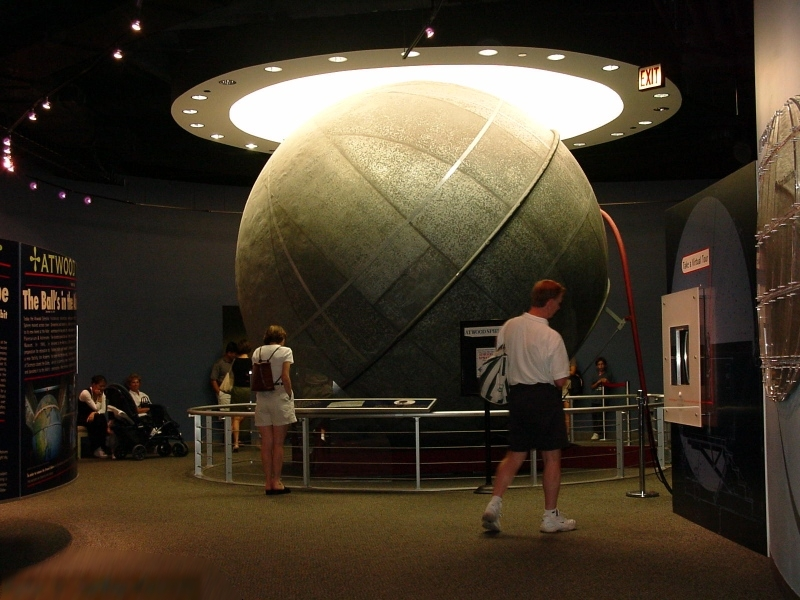
La esfera celeste.
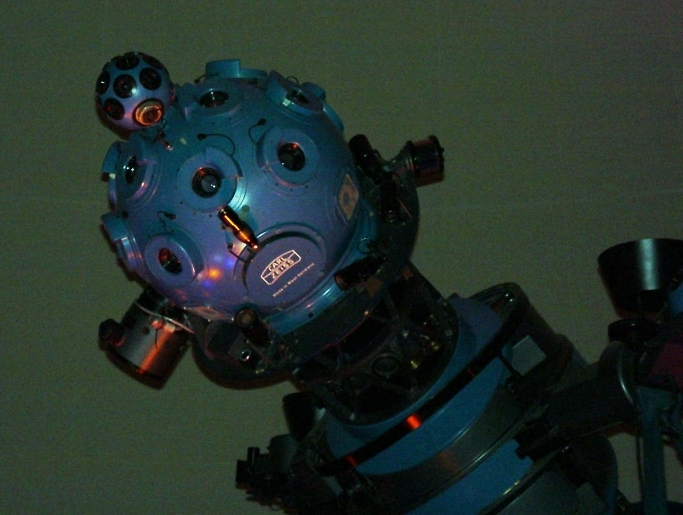
Proyector
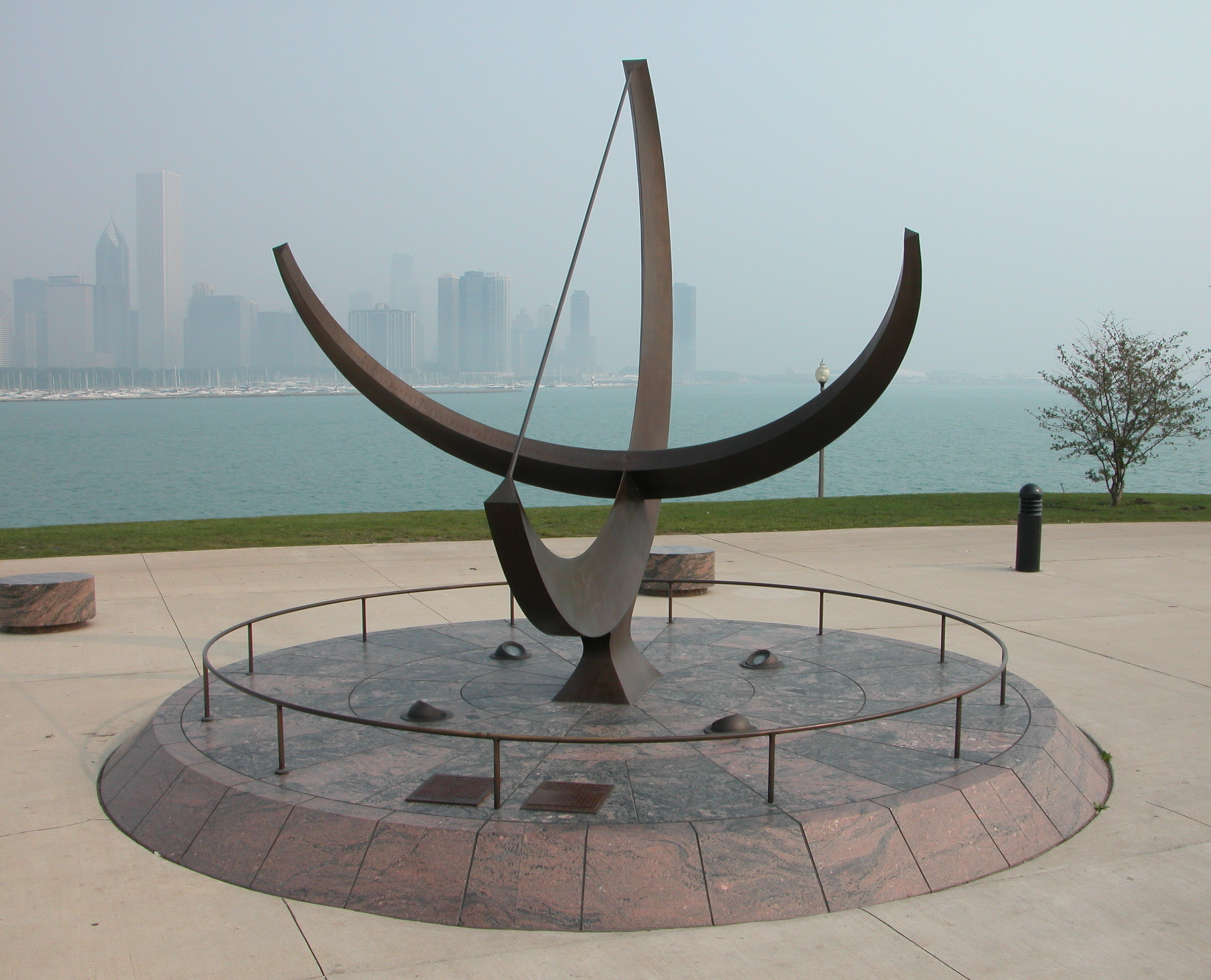
Cuadrante solar

## Véase también

Línea del cielo de Chicago desde el Planetario Adler (2010)